# Ptuj
Ptuj (lat. Poetovio, njem. Pettau) je grad i središte istoimene općine u sjevernoj Sloveniji. 

## Stanovištvo
Prema popisu stanovništva iz 2002. godine Ptuj je imao 23.957 stanovnika.

## Zemljopis
Ptuj se nalazi u istočnom dijelu Slovenije, u južnom dijelu pokrajine Štajerske. Grad se nalazi 30 km jugoistočno od Maribora, prvog većeg grada.
Ptuj je važno prometno čvorište. Kroz grad vodi željeznica iz Pragerskog do Ormoža i dalje u Hrvatsku ili u Mursku Sobotu, i dalje u Mađarsku preko Hodoša.
Položaj grada je u dolini rijeke Drave, krajnje zapadnom dijelu Panonske nizine, na mjestu gdje je ova dolina najšira. Začetak, danas povijesno jezgro Ptuja je na brijegu iznad rijeke, s koga se lako nadzirala okolna ravnica. Nadmorska visina Ptuja je 232 m.

## Povijest
Područje Ptuja je bilo naseljeno još u mlađem kamenom dobu. Kelti su naseljavali Ptuj u kasno željezno doba. U 1. stoljeću pr. Kr. naseobina je bila pod kontrolom starog Rima. Prvo pisano poimanje Ptuja, pod prvobitnim nazivom Poetovio, datira iz 69. godine n.e., kada je bio izabran rimski car Vespazijan. Već u doba Rima Ptuj se razvio u izuzetno važno trgovačko, carinsko i upravno središte. Godine 103. za vrijeme imperatora Trajana, Ptuj je dobio status civilnog središta i naziv Colonia Ulpia Traiana Poetovia. Grad je imao 40.000 stanovnika dok ga nisu napali Huni.
570. godine n.e., grad je bio okupiran od strane Avara i starih Slavena. Između 840. i 874. g. pripadao je Balatonskoj kneževini Slavena Pribina i Kocelja. Između 874. i 890. g. Ptuj je postepeno pao pod utjecaj Biskupije Salzburga. Kao njemački Petau, uključen je bio u vojvodstvo Štajerske 1555. godine.
Godine 1376. godine Ptuj je dobio svoj gradski statut. U 17. stoljeću, kad su Turci zauzeli veći dio Ugarske, Ptuj je privredno potpuno propao. U 19. stoljeću grad se nalazio dalje od važnih prometnih pravaca.
Prema zadnjem austrijskom popisu stanovništva iz 1910. godine, 86% stanovništva grada Ptuja su bili Nijemci. Okolina Ptuja je bila pretežno naseljena slovenskim stanovništvom. Za vrijeme njemačke okupacije, od 1941-45. godine, slovensko stanovništvo je bilo nasilno iseljavano iz Ptuja. Njihove kuće su bile preuzete uglavnom od strane Nijemaca iz Bolzana. Kasnije, nakon njemačke kapitulacije, svi Nijemci su bili prisilno iseljeni u Austriju.

## Gradske četvrti
Gradska općina Ptuj dijeli se na osam četvrti:
| Gradska četvrt | Stanovnika |
| Center         | 3.681      |
| Breg-Turnišče  | 3.743      |
| Ljudski Vrt    | 5.903      |
| Jezero         | 1.581      |
| Panorama       | 2.072      |
| Rogoznica      | 3.867      |
| Grajena        | 2.390      |
| Spuhlja        | 872        |
| Skupaj         | 24109      |

## Gradovi prijatelji
- Aranđelovac, Srbija
- - Banská Štiavnica, Slovačka (2002.)
- - Burghausen, Njemačka (2001.)
- Saint-Cyr-sur-Loire, Francuska (1998.)
- - Ohrid, Makedonija (2006.)
- - Varaždin, Hrvatska (2004.)

## Poznate osobe
- Viktorin Ptujski, biskup, prvi latinski ekzegeta, crkveni otac i mučenik.
- Ivan Ratkaj (* 1647. - † 1683.),  barun, hrvatski katolički svećenik, isusovac, misionar u Meksiku, kartograf.
- Oliver Mlakar, (* 1935. - ), hrvatski voditelj.

## Galerija
- Prešernova ulica
- Zgrada gradskoga poglavarstva
- Ptujska crkva
- Glavni gradski trg
- Panorama Ptuja s Ptujskog grada
- Panorama Ptuja
- Orfejev spomenik
- Kurent - tradicionalna ptujska pokladna maska

## Vanjske poveznice
- Službena stranica općinePtuj
- Ptujska televizija PeTV